# EXpanded MultiPlayer
EXpanded MultiPlayer (XMP) is een multiplayer uitbreidingsset voor het spel Unreal II, ontworpen door Legend Entertainment. XMP bevat slechts een spelmodus die gelijk is aan capture the flag, maar geavanceerdere technieken vereist.

## Ontwikkeling
Unreal II: eXpanded MultiPlayer werd ontwikkeld door Legend Entertainment voor Atari om de originele singleplayermodus van Unreal 2 uit te breiden met een multiplayerfunctie. De eerste bespeelbare versie werd uitgebracht op 9 december 2003. Toen het spel bijna af was, kwam de productie stil te liggen door de onverwachte sluiting van Legend Entertainment op 26 januari 2004.
Het spel is enkel online beschikbaar. De originele masterserver crashte vaak en wordt nu niet langer ondersteund door het bedrijf dat het spel online bracht.

## Speelwijze
XMP is een teamspel waarin de spelers worden gesplitst in twee teams: rood en blauw. Beide hebben een basis met daarin twee voorwerpen. Het hoofddoel is het stelen van de voorwerpen van het andere team, en ze naar de eigen basis brengen.
Het spel maakt gebruik van een paar basisconcepten die XMP uniek maken:
- Drie klassen: de spelers kunnen spelen als een Ranger, een Tech of een Gunner, elk met zijn eigen sterke en zwakke punten.
- Energie: elke actie kost energie; wapens, voertuigen en geavanceerde bewegingen. Elk team moet zijn energievoorraad daarom aanvullen. Zonder energie is het niet mogelijk de vijandige voorwerpen te registreren in je eigen basis. Energie kan worden aangevuld bij generatoren. Zowel het team als geheel, als iedere individuele speler heeft een energievoorraad.
- Voertuigen: drie verschillende voertuigen zijn beschikbaar in het spel.
- Teamplay: het team dat beter samenwerkt heeft meer kans te winnen.

### Hacken
Sommige voorwerpen in het spel kunnen worden gehackt door de teams, met name de energiegeneratoren en de Deploy Points. De snelheid waarmee dit kan hangt af van de klasse en persoonlijke energievoorraad van de speler. Gunners en Rangers doen er het langst over om een voorwerp te hacken.

### Deploy Points
Deploy Points zijn de plekken waar de speler kan spawnen na te zijn gedood. De meeste van deze punten kunnen worden gehackt, behalve de punten het dichtst bij de basis van een team. Door veel Deploy Points te bezitten, kan een team een groot voordeel krijgen over hun tegenstanders.

### Score
Elke succesvolle actie levert een speler punten op, terwijl mislukte acties punten kosten. De individuele scores van teamleden zijn niet van belang voor het winnen van het spel, maar kunnen wel aangeven hoe goed een speler is.

### Winnen
Er zijn twee manieren om het spel te winnen:
- Alle voorwerpen van het vijandige team stelen en registreren in de eigen basis.
- Alle generatoren hacken en bezet houden tot geen van de vijandige spelers nog energie heeft.

### Communicatie
Er zijn verschillende manieren waarop communicatie kan plaatsvinden tussen spelers. De belangrijkste is de in-game-chat. Spelers kunnen berichten naar elkaar sturen (zowel naar 1 specifieke speler als naar het hele team in een keer).
XMP ondersteund ook stemberichten. Er zijn 39 beschikbare stemberichten die door de speler kunnen worden gezegd tijdens het spel. Deze berichten zijn te activeren via een code:
- 0. "Acknowledged."
- 1. "All clear."
- 2. "Get in the vehicle."
- 3. "I've got an artifact!"
- 4. "I need backup!"
- 5. "We need defense!"
- 6. "We need more deploy points!"
- 7. "We need energy!"
- 8. "I need a medic!"
- 9. "I need repairs!"
- 10. "I need supplies!"
- 11. "No problem."
- 12. "Sorry."
- 13. "Thanks."
- 14. "Incoming!"
- 15. "Wait up!"
- 16. "Affirmative!"
- 17. "Negative."
- 18. "Nice shot!"
- 19. "On my way."
- 20. "Same team!"
- 21. "At the base."
- 22. "At the generator."
- 23. "I'm on defense."
- 24. "I'm on offense."
- 25. "Cover me."
- 26. "Follow me."
- 27. "I need a ride."
- 28. "I need health."
- 29. "Someone revive me!"
- 30. "← I'm hacking this."
- 31. "← We now own this."
- 32. "Get rid of those deployables!"
- 33. "Hack their DeployPoints!"
- 34. "We need more automated defenses!"
- 35. "Enemy in our base!"
- 36. "I've dropped an artifact!"

Communicatie tijdens een spel kan cruciaal zijn voor een team om te winnen.

## Klassen
In XMP kunnen spelers kiezen als wat voor personage ze willen spawnen.
Alle klassen hebben een balk die hun gezondheid aangeeft, de mogelijkheid om te sprinten en de beschikking over voertuigen.

### Ranger
De lichtste klasse van het spel. Zij zijn het snelst, maar hebben de minste verdediging. De Ranger gebruikt de volgende wapens:
- Sniper Rifle met zoomfunctie,
- Pistol,
- Grenade Launcher (fragmentation or smoke grenades).
- Shock Lance (best used to destroy deployables e.g. turrets).

De Ranger kan teamgenoten genezen.

#### Tech
De tech is een middelgewicht-klasse, met medium snelheid en bepantsering. Zijn wapens zijn:
- Assault Rifle,
- Shotgun,
- Grenade Launcher (EMP or toxic gas grenades).

Techs kunnen schilden van hun tegenstanders repareren.

### Gunner
De Gunner is de traagste speler, maar wel de meest bepantserde. Zijn wapens zijn:
- Rocket Launcher,
- Flamethrower,
- Grenade Launcher (incendiary of concussion grenades).

Gunners kunnen de voorraden van hun teamgenoten aanvullen.

## Toekomstplannen voor eXpanded MultiPlayer
In april 2004 werd aangekondigd dat verschillende sleutelleden van eXpanded MultiPlayer en ex-Legend Entertainment programmeurs plannen hebben om Unreal II: eXpanded MultiPlayer over te brengen naar Unreal Tournament 2004 in de vorm van een nieuw spel genaamd Unreal Tournament: Expanded Multiplayer.